# 瓦桑 (伊泽尔省)
瓦桑（法語：Voissant，法語發音：[vwasɑ̃]）是法国伊泽尔省的一个市镇，位于该省西北部，属于拉图尔迪潘区。

## 地理
瓦桑（45°29'1"N, 5°42'36"E）面积3.88 平方千米，位于法国奥弗涅-罗讷-阿尔卑斯大区伊泽尔省，该省份为法国东南部内陆省份，北起顺时针与安省、萨瓦省、上阿尔卑斯省、德龙省、阿尔代什省、卢瓦尔省和罗讷省。
与瓦桑接壤的市镇（或旧市镇、城区）包括：圣阿尔班-德沃尔塞尔、梅尔拉、米里贝勒莱塞谢勒、圣比埃伊、圣贝龙。

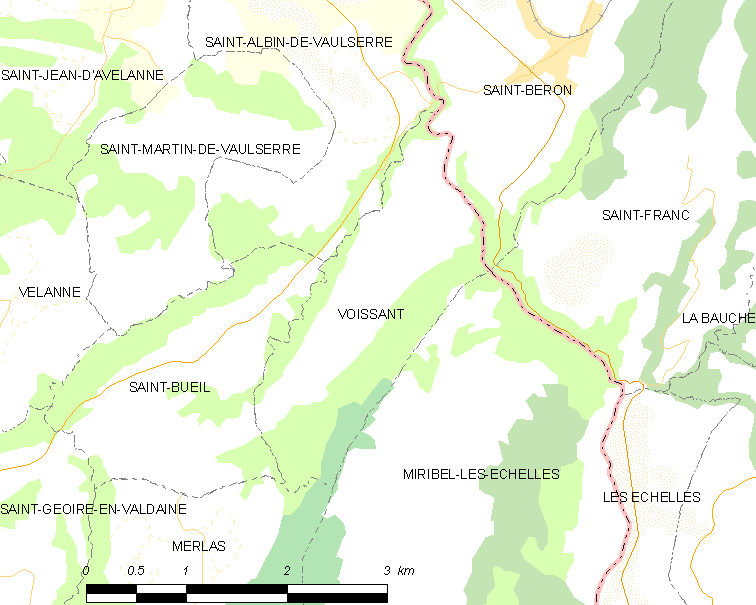
的OSM定位图

瓦桑的时区为UTC+01:00、UTC+02:00（夏令时）。

## 行政
瓦桑的邮政编码为38620，INSEE市镇编码为38564。

## 政治
瓦桑所属的省级选区为沙特勒斯-吉耶县。

## 人口

1962-2008年间人口变化图示

瓦桑于2022年1月1日时的人口数量为236人。